# 熊本県道151号清和高森線
熊本県道151号清和高森線（くまもとけんどう151ごう せいわたかもりせん）は、熊本県上益城郡山都町から阿蘇郡高森町に至る一般県道である。

## 概要

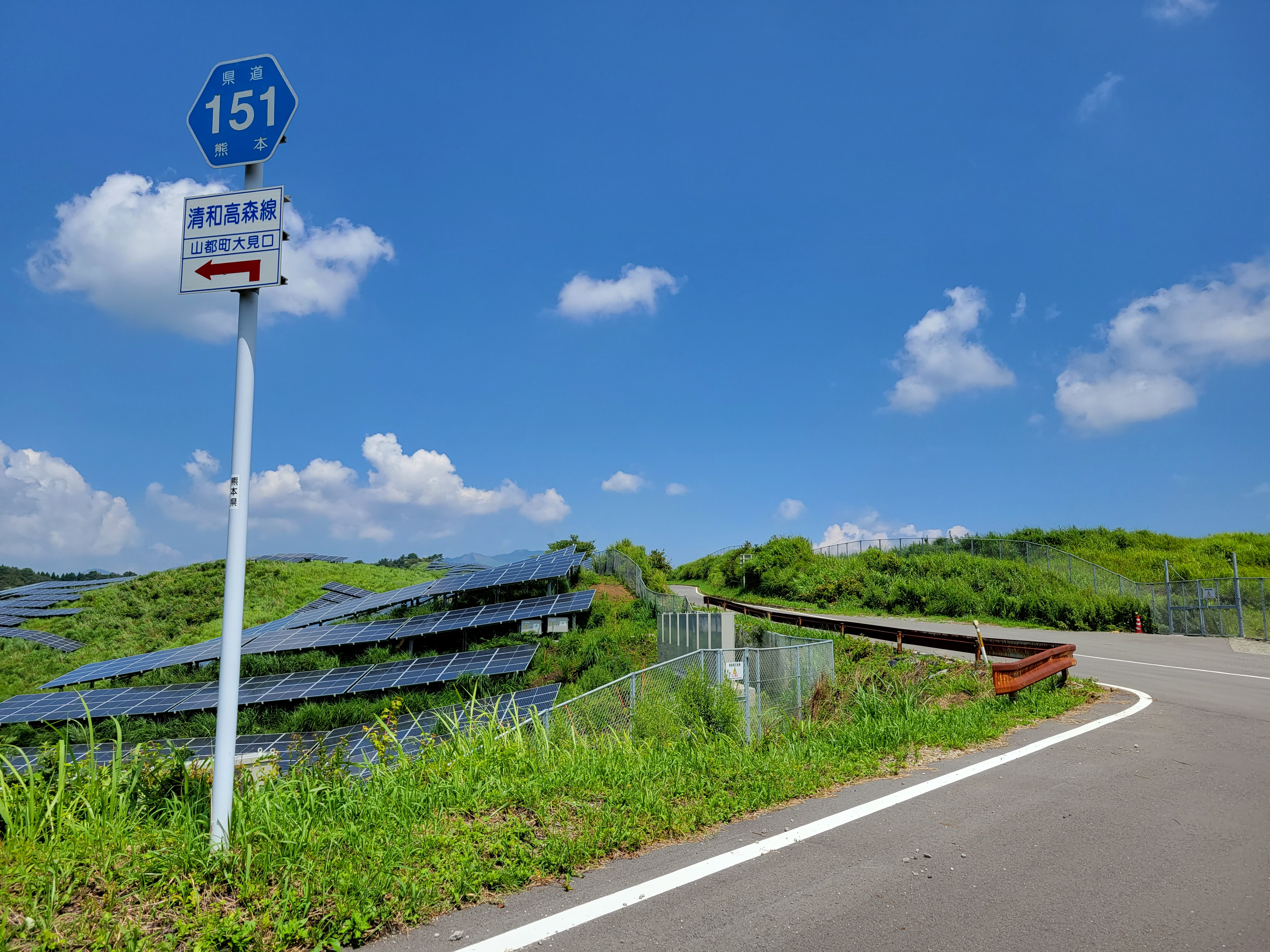
山都町大見口（高森町方面、2023年8月）

阿蘇の外輪山を越えるため全体的に狭隘でカーブも多いが、拡幅されている個所もある。

### 路線データ
- 起点：熊本県上益城郡山都町仏原（国道218号交点）
- 終点：熊本県阿蘇郡高森町大字高森（熊本県道28号熊本高森線交点、熊本県道177号高森停車場線終点）

## 路線状況

### 重複区間
- 宮崎県道・熊本県道141号河内矢部線（上益城郡山都町上差尾）

## 地理

### 通過する自治体
- 上益城郡山都町
- 阿蘇郡高森町

### 交差する道路
| 交差する道路                                     | 市町村名 | 市町村名 | 交差する場所 | 交差する場所 |
| ------------------------------------------------ | -------- | -------- | ------------ | ------------ |
| 国道218号                                        | 上益城郡 | 山都町   | 仏原         | 起点         |
| 国道265号                                        | 上益城郡 | 山都町   | 菅尾         |              |
| 宮崎県道・熊本県道141号河内矢部線 重複区間起点   | 上益城郡 | 山都町   | 上差尾       |              |
| 宮崎県道・熊本県道141号河内矢部線 重複区間終点   | 上益城郡 | 山都町   | 上差尾       |              |
| 熊本県道28号熊本高森線 熊本県道177号高森停車場線 | 阿蘇郡   | 高森町   | 大字高森     | 終点         |

### 峠
- 中坂峠